# NGC 7812
NGC 7812 is een spiraalvormig sterrenstelsel in het sterrenbeeld Beeldhouwer. Het hemelobject werd op 25 september 1834 ontdekt door de Britse astronoom John Herschel.

## Synoniemen
- ESO 349-21
- MCG -6-1-16
- IRAS 00003-3431
- PGC 195